# Ammoecioides davisianus
Ammoecioides davisianus är en skalbaggsart som beskrevs av Bordat 1999. Ammoecioides davisianus ingår i släktet Ammoecioides och familjen Aphodiidae. Inga underarter finns listade i Catalogue of Life.